# 里夫 (乌克兰)
49°4′59″N 28°3′32″E / 49.08306°N 28.05889°E
里夫（烏克蘭語：Рів），是烏克蘭的村落，位於該國西南部文尼察州，由日梅林卡區負責管轄，始建於1530年，面積0.99平方公里，海拔高度252米，2001年人口688，人口密度每平方公里697.06人。